# Kamran Sjachsuvarlij
Kamran Sjachsuvarlij, född den 6 december 1992 i Aqtöbe i Kazakstan, är en azerisk boxare.
Han tog OS-brons i mellanvikt i samband med de olympiska boxningstävlingarna 2016 i Rio de Janeiro..